# Sistema de notación musical anglosajón

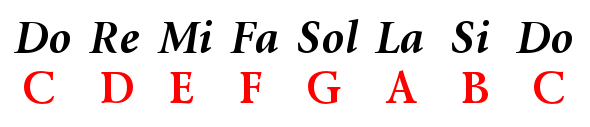
Tabla comparativa entre la notación latina y la notación anglosajona.

El sistema de notación musical anglosajón es un tipo de notación musical con base alfabética. Es conocido también por las siguientes denominaciones:
- Cifrado inglés.
- Cifrado americano (se refiere a Estados Unidos, país que lo popularizó durante el siglo XX).
- Cifrado literal numérico.[1]

Deriva de la notación griega, que nombraba las notas desde la letra alfa hasta la gamma, siendo alfa la nota la y gamma la nota sol, como se ha sabido gracias a los hallazgos de composiciones, como el epitafio de Seikilos, los tres himnos de Mesomedes de Creta y los himnos délficos. Con la llegada de la cultura latina al norte de Europa, esta nomenclatura (que ya había sido transliterada por los romanos), arraigó y con el paso de los siglos se extendería a Alemania, Inglaterra y a sus colonias.

## Equivalencias
En el sistema anglosajón, los términos "mayor" y "menor" se toman directamente de los términos latinos: major (/ma'joɾ/) y minor (/mi'noɾ/), si bien se pronuncian según las convenciones de la lengua inglesa.
Así pues, estas serían las equivalencias en relación con el cifrado latino y otras nomenclaturas alfabéticas:
| Nomenclatura latina | Nomenclatura latina | Nomenclatura latina | Nomenclatura latina | Nomenclatura latina      | Nomenclatura anglosajona y japonesa | Nomenclatura anglosajona y japonesa | Nomenclatura anglosajona y japonesa | Nomenclatura anglosajona y japonesa | Sistema de cifrado anglosajón | Sistema de cifrado anglosajón |
| español             | italiano            | francés             | rumano              | ruso*                    | alemán                              | inglés                              | neerlandés                          | japonés                             | americano/inglés              | alemán                        |
| ------------------- | ------------------- | ------------------- | ------------------- | ------------------------ | ----------------------------------- | ----------------------------------- | ----------------------------------- | ----------------------------------- | ----------------------------- | ----------------------------- |
| do                  | do                  | do (Ut)             | do                  | до (do)                  | C                                   | C                                   | C                                   | ハ (ha).                            | C                             | C                             |
| do sostenido        | do diesis           | do dièse            | do diez             | до-диез (do-diez)        | Cis                                 | C sharp                             | Cis                                 | 嬰ハ (ei-ha).                       | C♯                            | C♯                            |
| do bemol            | do bemolle          | do bémol            | do bemol            | до-бемоль (do-biemol)    | Ces                                 | C flat                              | Ces                                 | 変ハ (hen-ha).                      | C♭                            | C♭                            |
| re                  | re                  | ré                  | re                  | ре (re)                  | D                                   | D                                   | D                                   | ニ (ni).                            | D                             | D                             |
| re sostenido        | re diesis           | ré dièse            | re diez             | ре-диез (re-diez)        | Dis                                 | D sharp                             | Dis                                 | 嬰ニ (ei-ni).                       | D♯                            | D♯                            |
| re bemol            | re bemolle          | ré bémol            | re bemol            | ре-бемоль (re-biemol)    | Des                                 | D flat                              | Des                                 | 変ニ (hen-ni).                      | D♭                            | D♭                            |
| mi                  | mi                  | mi                  | mi                  | ми (mi)                  | E                                   | E                                   | E                                   | ホ (ho).                            | E                             | E                             |
| mi sostenido        | mi diesis           | mi dièse            | mi diez             | ми-диез (mi-diez)        | Eis                                 | E sharp                             | Eis                                 | 嬰ホ (ei-ho).                       | E♯                            | E♯                            |
| mi bemol            | mi bemolle          | mi bémol            | mi bemol            | ми-бемоль (mi-biemol)    | Es                                  | E flat                              | Es                                  | 変ホ (hen-ho).                      | E♭                            | E♭                            |
| fa                  | fa                  | fa                  | fa                  | фа (fa)                  | F                                   | F                                   | F                                   | ヘ (he).                            | F                             | F                             |
| fa sostenido        | fa diesis           | fa dièse            | fa diez             | фа-диез (fa-diez)        | Fis                                 | F sharp                             | Fis                                 | 嬰ヘ (ei-he).                       | F♯                            | F♯                            |
| fa bemol            | fa bemolle          | fa bémol            | fa bemol            | фа-бемоль (fa-biemol)    | Fes                                 | F flat                              | Fes                                 | 変ヘ (hen-he).                      | F♭                            | F♭                            |
| sol                 | sol                 | sol                 | sol                 | соль (sol)               | G                                   | G                                   | G                                   | ト (to).                            | G                             | G                             |
| sol sostenido       | sol diesis          | sol dièse           | sol diez            | соль-диез (sol-diez)     | Gis                                 | G sharp                             | Gis                                 | 嬰ト (ei-to).                       | G♯                            | G♯                            |
| sol bemol           | sol bemolle         | sol bémol           | sol bemol           | соль-бемоль (sol-biemol) | Ges                                 | G flat                              | Ges                                 | 変ト (hen-to).                      | G♭                            | G♭                            |
| la                  | la                  | la                  | la                  | ля (lya)                 | A                                   | A                                   | A                                   | イ (i).                             | A                             | A                             |
| la sostenido        | la diesis           | la dièse            | la diez             | ля-диез (lya-diez)       | Ais                                 | A sharp                             | Ais                                 | 嬰イ (ei-i).                        | A♯                            | A♯                            |
| la bemol            | la bemolle          | la bémol            | la bemol            | ля-бемоль (lya-biemol)   | As                                  | A flat                              | As                                  | 変イ (hen-i).                       | A♭                            | A♭                            |
| si                  | si                  | si                  | si                  | си (si)                  | H                                   | B                                   | B                                   | ロ (ro).                            | B                             | H                             |
| si sostenido        | si diesis           | si dièse            | si diez             | си-диез (si-diez)        | His                                 | B sharp                             | Bis                                 | 嬰ロ (ei-ro).                       | B♯                            | H♯                            |
| si bemol            | si bemolle          | si bémol            | si bemol            | си-бемоль (si-biemol)    | B                                   | B flat                              | Bes                                 | 変ロ (hen-ro).                      | B♭                            | H♭                            |

- Nótese que pese a que la lengua rusa pertenece al grupo cultural eslavo usa igualmente la nomenclatura latina.

| español | italiano | francés | rumano | ruso  | alemán | inglés | neerlandés | japonés        |
| ------- | -------- | ------- | ------ | ----- | ------ | ------ | ---------- | -------------- |
| mayor   | maggiore | majeur  | major  | мажор | Dur    | major  | groot      | 長調 (chōchō). |
| menor   | minore   | mineur  | minor  | минор | Moll   | minor  | klein      | 短調 (tanchō). |

La tonalidad de do sostenido menor, por ejemplo se nombraría como C sharp minor, o do diesis minore, en inglés e italiano respectivamente.
En la notación alemana y la rusa se escribe un guion  entre el nombre de la nota y la alteración (D-Dur, sol-diez). En alemán las tonalidades menores además se indican en minúscula (d-Moll).

## Cifrado armónico
La escritura de los acordes con este sistema utiliza las siguientes reglas que aunque están bastante universalizadas, hay variaciones en algunas convenciones, pero hay algunas normas que se aplican en casi todos los casos. Se utilizan en general, números y símbolos para señalar la composición del acorde.

### Tríadas
- Para indicar si la tríada es mayor se utiliza solo la letra de la nota correspondiente. Por ejemplo C significa que se ejecuta el acorde de do mayor (do, mi y sol).
- Si la tríada es menor, se escribe "min" al lado (del inglés minor), una "m" siempre minúscula o un guion "-". Por ejemplo Amin, Am y A- representan el acorde de la menor (constituido por las notas la, do y mi).
- Para indicar que la tríada es disminuida se escribe "dim" (del inglés diminished) o un cero (º). Por ejemplo Bdim y Bº significa que se ejecuta el acorde de si disminuido (constituido por las notas si, re y fa).
- Si la tríada es aumentada se escribe "aug" (del inglés augmented) o el signo de suma "+". Por ejemplo Caug y C+ representan el acorde de do aumentado en su quinto grado (do, mi y sol#).

### Ejemplos de acordes con notas agregadas
Cuando se desea enriquecer cualquier tipo de tríadas conocidos se les pueden incluir notas agregadas. Por ejemplo:
- Tríada de sol mayor con séptima menor (acorde de dominante) se escribe G7.
- Tríada de sol mayor con séptima mayor se escribe Gmaj7, donde "maj" proviene del inglés major (seventh) o '(séptima) mayor'.
- Tríada de sol menor con séptima menor se escribe Gmin7, Gm7 o G-7.
- Tríada de sol menor con séptima mayor se escribe Gmin(maj7), Gm(M7) o G-(maj7).
- Tríada de sol disminuido con séptima menor o semidisminuido se escribe GØ, GØ7 o Gm7(b5).
- Tríada de sol disminuido con séptima disminuida se escribe G°7 o Gdim7.
- Tríada de sol aumentado con séptima mayor se escribe Gaum(maj7) o G+(M7).
- Tríada de sol aumentado con séptima menor de escribe Gaum(min7) o G+(m7).

- Tríada fa mayor con bajo en do: se escribe F/C.
- Acorde híbrido de D menor sobre C mayor: se escribe Dmin/C o D-/C.

## Otros cifrados armónicos

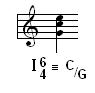
Equivalencia entre ambos sistemas

A la hora de escribir acordes, además del cifrado anglosajón, existe el cifrado funcional (también llamado europeo), que tiene dos corrientes, la que utiliza las letras de las funciones (de ahí su nombre) y el que utiliza las letras de los grados correspondientes. En ambos casos se le agrega también número arábigos, pero que en este caso señalan la distancia los intervalos que componen la estructura.[cita requerida]
De este modo, mientras que en el cifrado anglosajón, por ejemplo, un acorde de do mayor con la nota mi en el bajo (lo que se conoce como «primera inversión») se escribiría C/E, en el cifrado funcional se escribe I6 o T6 (si es que ese acorde de do mayor fuera el primer grado de la escala).[cita requerida]